# Gerlóczy Márton
Gerlóczy Márton (született Váczi, Budapest, 1981. augusztus 18. –) magyar író, újságíró, publicista. Legismertebb művei közé tartozik az Igazolt hiányzás (2003), A csemegepultos naplója (2009), az Altató (2017) és A fikció (2021).

## Élete és pályafutása
Anyja Mészáros Zsófia, akinek nagyapja Áprily Lajos (1887–1967) költő, műfordító volt. Apai nagyanyja Gerlóczy Sári, eredetileg Telléry Sára (1931) festő, grafikus. 1987-ben elhunyt nevelőapja. Valódi édesapjával, Gerlóczy Ferenccel – akinek családja eredetileg a Kriegler nevet viselte, de a későbbiekben megváltoztatták –, öt évvel később ismerkedett meg.
Első kötete 2003-ban jelent meg Igazolt hiányzás címmel az Ulpius-ház Könyvkiadó gondozásában. Az önéletrajzi ihletésű regényben a szerző gyermek- és kamaszkoráról ír, „tisztázni akarja, hogy mi van mögötte és mi vezetett el idáig, megfogni és sorba rendezgetni az eddigi láncszemeket egy nagy fehér papíron, hogy bebizonyítsa magának, nem tévedt el, jó úton jár, hogy legyen erő a továbbiakhoz.” A kötet „viharos sikert aratott” és vegyes fogadtatásban részesült, mindazonáltal közel 30 ezer példányban kelt el. Glózik Gábor a Magyar Narancsban megjelent írásában „eredetiségre és igényességre törő, szép írói és szépírói szándék szülte figyelemre méltó műnek” nevezte az Igazolt hiányzást, és erényeként emelte ki „az önálló hang kialakítására való törekvést”, ugyanakkor megemlítette a szerző nyelvi túlkapásokra való hajlamosságát.
Második regénye 2005. május 30-án Váróterem címmel jelent meg szintén az Ulpius-ház Könyvkiadónál. Vári György Magyar Narancs-beli kritikájában meglehetősen ellenszenves, ám néhol szerethető könyvnek nevezte a művet, amelyről ezt írta: „a szerzői érdeklődés teljes hiányában a regény világa nem is épülhet fel, nem lehetnek helyszínek és szereplők”, „[a] szerzővel a keserű kényszer íratja meg figuráit”. Harmadik kötete, amely A Szabadok Testvérisége címet kapta, a 2008-as ünnepi könyvhétre jelent meg az Ulpius-háznál. Bächer Iván ezt írta róla a Népszabadságban: „A Szabadok Testvérisége igen tudatos könyv. Látszólag a menekülés könyve. De nem az. Hanem a rálátás könyve. A szerző elmegy jó messzire, hogy rálásson odahagyott világára, ahová visszatér majd. Most ezt kellett megtanulnia. A látást, a messziről valót.”
2009-ben, a 80. ünnepi könyvhéten debütált A csemegepultos naplója című regénye. A könyvről beszélve Gerlóczy elmondta: „Egyszerűen egy szórakoztató könyvet akartam írni, ami anekdoták füzéréből áll össze.” A műből színdarab is készült, a monodrámát 2014-ben az Orlai Produkciós Iroda mutatta be Ötvös András főszereplésével és Göttinger Pál rendezésében. 2012-ben a Scolar Kiadónál látott napvilágot Check-in című könyve, amely tíz országon átívelő, ironikus humorral átszőtt útleírásokat tartalmaz. A Revizor portál kritikusa, Ayhan Gökhan szerint a műben Gerlóczy „jól hangzó, könnyen emészthető, poéndús mondatokkal operál, szövegkezelése addig a pontig rokonszenves és elfogadható, amíg nem vesszük az írásait túl komolyan. Onnantól viszont, hogy komolyan vesszük, nagy baj van, mert az általa vétett hibák bosszantóak.”
2012-ben jelent meg Rabigában 2.: A mattyi vérengzés című, plágiumregényként hirdetett könyve is, amelynek megalkotásához az Ivan Vazov bolgár szerző tollából származó, a bulgáriai oszmán uralmat bemutató Rabigában című 1888-as regényt használta fel, amelyet átírt, újraszerkesztett és új kontextusba helyezett; az átdolgozott mű 2021-ben játszódik a szélsőjobboldali kormány által irányított Magyarországon. Létra című regényét a 2013-as ünnepi könyvhét alkalmából jelentették meg. A mű „egy már önálló életet élő, névtelen és nincstelen főhős provokatív naplójának részlete”, amelyben „a társadalom alvilágába nyerhetünk betekintést”. 2016 októberében adták ki Elvonókúra című regényét, ebben három hónapos thaiföldi tartózkodását örökíti meg, amelynek során napról napra dokumentálja útitársának az alkoholfüggőséggel való küzdelmét és a leszokásra irányuló kísérletét.
Kilencedik regénye 2017-ben jelent meg a Scolar Kiadó gondozásában Altató címmel, amelynek szerzőjeként nagyanyjának kisgyermekként elhunyt lánya, Mikecs Anna van feltüntetve. Gerlóczy anyai nagyanyja, Jékely Márta, illetve dédnagyanyja, Áprily Lajos felesége, Schéfer Ida leveleinek, emlékiratainak, naplóinak felhasználásával írta meg a családregényt, amelynek középpontjában az utóbbi két nő alakja áll. Az író elmondása szerint hét éven át dolgozott a könyvön. A kötet bemutatójára 2017. szeptember 27-én, Mikecs László – Jékely Márta első férje – születésének 100. évfordulóján került sor Kolozsváron. Czenkli Dorka, a Magyar Narancs kritikusa „jelentékeny írói transzformációként” jellemezte a regény megszületését, amelyben a szerző „következetes filológusi aprólékossággal fejtette meg” a családi emlékiratokat, és „különös érzékenységgel, a több generáció történetét tablóként adja közre lebilincselően gazdag részletességű családregény formájában”. Az Élet és Irodalom újságírója, Dézsi Fruzsina szerint a kötetben „egy olyan, túlzásoktól, karikírozásoktól mentes, olykor filozófiai mélységeket is megnyitó tudatfolyam tárul elénk, amelynek minden sora a női létezés kényszerű, hétköznapi magányáról tanúskodik”. A regényhez kapcsolódóan 2018-ban megjelent a Nézd csak, itt egy japán! című kötet, amely dokumentálja az Altató borítófényképének elkészítése körüli eseményeket, illetve egy galérián keresztül mutatja be a műben szereplő család tagjait. Petrőczi Éva a Magyar Kurírban „remekbe szabott borítótörténeti utóhangnak” nevezte a munkát: „Gerlóczy […] arra vállalkozik, hogy e kis gyűjtemény fénycsóvaerejű szövegeivel és a csatolt családi galériával révkalauzunk legyen az Altató kanyargós, gyakran olvasópróbáló vizein.”
Írói stílusát a „hivalkodó”, „harsány, provokatív és kegyetlenül ironikus” jelzőkkel illették.

## Kötetei
- Igazolt hiányzás. Budapest: Ulpius-ház Könyvkiadó. 2003. ISBN 9789639475298
- Váróterem. Budapest: Ulpius-ház Könyvkiadó. 2005. ISBN 9637253378
- A Szabadok Testvérisége. Ulpius-ház Könyvkiadó. 2008. ISBN 9789632540962
- A csemegepultos naplója. Ulpius-ház Könyvkiadó. 2009. ISBN 9789632542461
- Check-in. Budapest: Scolar Kiadó. 2012. ISBN 9789632443782
- Rabigában 2.: A mattyi vérengzés. Budapest: Fapadoskonyv.hu. 2012. ISBN 9789633440780
- Létra. Budapest: Scolar Kiadó. 2013. ISBN 9789632444260
- Elvonókúra. Budapest: Scolar Kiadó. 2016. ISBN 9789632446516
- Mikecs Anna: Altató. Budapest: Scolar Kiadó. 2017. ISBN 9789632447995
- Nézd csak, itt egy japán! Az Altató borítójának története. Budapest: Scolar Kiadó. 2018. ISBN 9789632448930
- Fikció 1. A katlan. Budapest: Scolar Kiadó. 2021. ISBN 9789635093373
- Fikció 2: Az örvény. Budapest: Scolar Kiadó. 2022. ISBN 9789635096176
- Fikció 3: Az út. Budapest: Scolar Kiadó. 2024. ISBN 9789635099887